# 神威 (水上機母艦)
神威（かもい/かもゐ）は、日本海軍の運送艦（給油艦）、のち水上機母艦。
アメリカ合衆国で建造。
太平洋戦争前における、日本海軍最後の海外発注艦となった。
艦名は北海道（後志国）積丹半島の「神威岬」による。

## 概要

### 給油艦
神威はアメリカ合衆国のニュージャージー州にあるニューヨーク・シップビルジング社で、給油艦として建造された。電気推進艦研究のため、アメリカに発注された。そのため、機関方式はターボ・エレクトリック方式を採用している。
当時、アメリカ海軍はレキシントン級巡洋戦艦（レキシントン級航空母艦）等の大型艦艇でも電気推進式を採用しており、日本海軍も米海軍の動向に注目していた経緯がある。
またスペリー社のジャイロコンパスを搭載した。
1921年（大正10年）9月、神威はニューヨーク造船所で起工。1922年（大正11年）9月に竣工後、早速重油を満載し、12月10日にアメリカからの航海を終えて徳山に到着した。
続いて横須賀に回航され、12月15日に到着。
その後、給油艦（タンカー）として北米、東南アジア、北樺太方面からの重油還送任務に従事した。

### 水上機母艦
日本海軍は、水上機母艦若宮（日本海軍の法令上、1920年より航空母艦）を第一次世界大戦に投入した。
続いて給油艦能登呂を水上機母艦に改造、同艦は1932年（昭和7年）初旬の第一次上海事変に投入されて活躍した。これら先行艦の活躍により、急遽、本艦も同年末から翌1933年（昭和8年）2月にかけて、浦賀船渠で水上機母艦に改装された。改装内容は能登呂とほぼ準じた形であるが、艦形が更に大きいため搭載機数は常用6機、補用6機となっている。また給油艦としての機能もそのまま残されていた（特務艦籍）。
1933年（昭和8年）末に当時ドイツで実用化されたハイン式マットを装備し、航行しながら水上機を収容できるようにした（従来は艦を停止させて収容）。しかしあまり実用的でなかったらしく、1939年に撤去された。
1934年（昭和9年）6月1日に軍艦籍に編入、「軍艦　神威」と改名され、水上機母艦に類別された。同年7月25日より基地建設のため中部太平洋諸島の調査を実施。1936年（昭和11年）6月28日から10月17日まで、マリアナ諸島やカロリン諸島の基地調査を実施。1937年（昭和12年）1月28日から7月10日にかけて、南洋諸島の全域を調査した。
1939年（昭和14年）、飛行艇母艦へ改装、搭載機を降ろす。
1941年（昭和16年）12月8日の太平洋戦争開戦時、神威（第二十四航空戦隊）は南洋部隊（指揮官井上成美第四艦隊司令長官、旗艦鹿島）の指揮下にあり、中部太平洋諸島（マーシャル諸島、カロリン諸島、ギルバート諸島等）を行動した。
1942年（昭和17年）4月10日、第二十四航空戦隊は第十一航空艦隊所属となる。同年5月下旬には第二次K作戦に参加。その後も、中部太平洋諸島（マーシャル諸島、カロリン諸島など）における航空隊移動や補給任務に従事した。
同年12月24日、神威は第二十四航空戦隊より除かれ南西方面艦隊に編入。1943年（昭和18年）からは東南アジア方面で行動した。
1944年（昭和19年）4月15日、軍艦籍より除籍され、水上機母艦から特務艦（運送艦）に類別変更。
1945年（昭和20年）1月初旬、ヒ87船団の旗艦として、空母龍鳳（特攻兵器桜花輸送任務）や護衛の駆逐艦（浜風、磯風、時雨、旗風）等と共にシンガポールへ向かう。だが香港停泊中の1月16日、グラティテュード作戦にともなう米軍機動部隊艦載機の空襲を受けて大破。さらに4月5日、爆撃により損害を受けて着底。放置されて終戦を迎えた。
戦後、イギリス軍により解体された。

## 艦型

### 給油艦として
艦型は3島型で満載排水量19,550英トン、載貨重量約13,000トンで日本海軍の特務艦としては最大の艦だった。補給用重油は約10,000トン、うち重油約2,500トンに代わり石炭約2,000トン（福井静夫によれば石炭2,500トン）も搭載できた。そのため、艦橋と煙突間には4本の支柱の上部を柱でつないだ直方体の形状の載炭装置を設置していた。

### 機関
主発電機としてはメイン・タービンに直結の6,250kW交流発電機を1基搭載、4,000馬力の発動機(モーター)2基をスクリュー軸に直結、速度調節はタービン・ガバナーで行った。また補機や緊急などのために2基の補助タービンにそれぞれギアで連結した400kW直流発電機を2基搭載した。その他に補助発電機として直流発電機にカップリングで直結した625kW交流発電機1基を搭載、これだけで経済速力7ノットが発揮可能だった。
実際に使用すると、重量、容積、燃料消費量に利点が無く、建造費も増大するため日本海軍の電気推進艦は本艦1隻（空母神鷹は、当初電気推進式機関）のみとなった。
1944年（昭和19年）4月、本艦は飛行艇母艦から給油艦に改装されるが、その際も最大速力15ノット発揮可能だった。

### 水上機母艦として
上記の通り1932年（昭和7年）7月に水上機母艦へ改造が決定、予算約4000万円以内とし浦賀船渠で同年末から翌年2月末まで工事が行われた。
水上機母艦としては九〇式三号水上偵察機常用6機、補用6機の計12機を搭載する。艦橋前後の上甲板上に3島を結ぶ鋼板製のフラットを設けて格納所甲板とし、前部には翼を広げた状態で2機、畳んだ状態で3機を搭載、後部にも広げて2機、畳んで2機を搭載し、その他船首楼甲板に揚収した後に解体して船艙に3機の計12機が搭載する計画だった。「海軍造船技術概要」によると前部に6機、後部に5機、補用機格納庫に解体して1機の計12機、その他解体して3機という。格納所甲板には木甲板とし、その上に軌道を設けて水上機は運搬車で移動した。その甲板上には航空機運用に支障の無い範囲で天蓋を、その前端には風除けのスクリーンを設けた。計画は木製の予定だったが実際は鉄骨鋼材張りとなった。
水上機揚収用のデリックについて前部は、前部マストを前方に移動し、その右舷側にデリックポストを新設して前部マストと結合して強化し、長さ約56フィート(約17m)の力量5トンの水平デリックを設ける。後部は中央のキングポストのうち1本を補強してデリックポストとし、長さ約46フィート(約14m)の力量3.5トンの水平デリックを装備した。
射出機は両舷にそれぞれ呉式二号三型を1基ずつ装備する計画があったが、当時の軍縮条約の制限で装備されなかった。
航空機燃料は中甲板の3番サンマータンクを60噸の軽質油タンクとし、1番サンマータンク内に3000缶が入る軽質油庫を設けた。また30kg爆弾約300個を搭載可能とし、必要に応じて500kg爆弾約100個も搭載出来る設備とする計画だった。
母艦として必要な通信施設や工作設備、工場などを新設、発動機格納所も設けた。その他前部天蓋の前端に仮艦橋を設けた。
乗員は士官約11名、特務士官・准士官約8名、下士官約50名、兵約90名が増加する予定で、上甲板と格納庫甲板の間に兵員居住区を設けるなどした。
給油設備などはサンマータンク以外はほぼそのままとし、必要ならば給油艦としても使用できる計画だった。
兵装は改造完成時、煙突の両側に砲台を設け8cm高角砲を1基ずつ装備した。1937年(昭和12年)の写真では毘式12mm単装機銃が天蓋上に装備されており、1938年(昭和13年)の出撃時には前後の砲台にも12mm機銃が装備されている。福井静夫が戦後まとめた資料によると水上機母艦時は8cm高角砲4門、12mm機銃7挺となっている。

### ハイン式マット
航行中でも水上機を揚収できる装置としてハイン式マットが1933年(昭和8年)にドイツから輸入、本艦に装備された。これは艦尾に装備した大型リールに長さ約30mの帆布幕(着水幕)が巻いてあり、揚収時には艦尾に流して展張させ、水上機が幕に乗ったらウィンチなどで幕ごと引き寄せ、艦尾のデリックで揚収するものだった。続いて波浪同調式揚収クレーンも到着し、同年12月には8ノットで実験が行われている。ただ、あまり効果が無かったようで1938年(昭和13年)3月までにはデリックポストを残し撤去。1940年（昭和15年）頃に、新型の水上機母艦瑞穂に移された。

### 飛行艇母艦として
1939年(昭和14年)に横須賀海軍工廠で特定修理が行われた際、搭載機を十試水上観測機常用8機+補用3機、十二試三座水上偵察機常用2機+補用1機の計常用10機、補用4機の14機として改装が行われていたが、完成直前に飛行艇母艦に役務が変更となった。このため運搬軌道と天蓋を撤去、格納所前部に約200名を収容する木製の仮設居住区を設けた。飛行艇への補給設備なども装備し、後部マストが前方に移動しているのが確認される。兵装はこの時14cm砲2門と8cm高角砲1門に変更した。この状態で太平洋戦争を迎えた。1942年（昭和17年）11月下旬、14cm砲主砲2門を用いた射撃演習を実施した。

### 大戦中
太平洋戦争時は1944年(昭和19年)2月の損傷を第101工作部で修理の際に母艦設備を撤去、給油艦に改装された。神威には横曳給油装置設置の訓令が出される。
8月31日に一応修理が完成し、
最大速力15ノット、常用速力13ノットが報告されている。
この時点での兵装は以下の通り。
- 50口径三年式14cm砲2門
- 40口径三年式8cm高角砲2門
- 25mm機銃15挺(3連装5基をこの修理で装備[92])
- 毘式7.7mm機銃2挺
- 須式手動75cm探照灯1基
- (九五式[93])爆雷6個搭載(定数は不明)
- 九三式水中聴音機[94][95][93]。

艦長は25mm単装機銃12挺の装備も要求しているが、今年度は準備出来ないと断られている。
同年9月27日に雷撃の被害を受けるなど損傷し、11月9日に横須賀港に入港。
この時に撮影された艦前部の写真では、前部天蓋と仮設居住区は完全に撤去されており、またデリックポスト1本を残して前部マストも無く、艦橋後部に横桁1本の単マストが装備されている。この時の兵装は艦橋左右の機銃台に25mm3連装機銃1基ずつ、艦橋前に機銃台を設置し同機銃1基、前部砲台には14cm砲が装備が確認される。
横須賀での修理の際に25mm単装機銃6挺装備、破損した九三式水中聴音機は零式水中聴音機に換装、
九二式従動90cm探照灯二型改一管制器付を装備、中防雷具一型を修理した。
また二式爆雷18個を搭載した。
翌1945年(昭和20年)1月の時点でE-27逆探の搭載も確認出来る。
その他に搭載艇は内火艇2隻(1隻は12m)、12m内火ランチ1隻、9mカッター1隻が確認される。

## 搭載機
搭載機は九〇式三号水上偵察機 常用6機 補用6機とされる。艦前部に6機、後部に5機、補用機格納庫に1機を解体して格納する。その他に他艦の水上機を船尾楼空所に収容し分解して格納庫に収容できた。福井静夫によると九〇式二号水上偵察機を22機搭載できたという。
内令兵に記載の1935年までの機種、機数は以下の通り
- 1932年(昭和7年)12月8日(内令兵76)：一四式三号水上偵察機、九〇式三号水上偵察機 常用3機、補用1機[108]
- 1933年(昭和8年)1月31日(内令兵12)：一四式三号水上偵察機、九〇式二号水上偵察機 常用3機、補用1機(うち2機は九〇式二号水上偵察機)[109]
- 1933年(昭和8年)10月15日(内令兵59)：九〇式二号偵察機二型 常用6機、補用2機[110]
- 1934年(昭和9年)6月26日(内令兵24)：九〇式二号偵察機二型 常用6機、補用2機、一四式三号水上偵察機 常用2機[111]
- 1934年(昭和9年)12月3日(内令兵54)：九〇式二号偵察機二型 常用8機、補用3機[112]
- 1935年(昭和10年)5月7日(内令兵16)：九〇式二号偵察機二型(一部「一四式三号水上偵察機」) 常用8機、補用3機[113]

1938年(昭和13年)の南支方面出撃時には九四式水上偵察機と九五式水上偵察機が合わせて8機から9機搭載された。
マーキングは飛行機の呼称番号として「モ」が1936年に制定された。

## 艦歴

### 建造経緯
1920年（大正9年）12月7日、日本海軍は大正9年度建造予定の特務艦を「神威（カモヰ）」と命名する。
12月21日、信号符字「GQUF」を与えられる。
12月24日附で運送艦に類別される。
1921年（大正10年）6月1日、日本海軍はニューヨーク造船所に神威監督官事務所を設置する。
9月14日、神威はニューヨークシップビルヂング会社（アメリカ合衆国、ニュージャージー州のカムデン市）で起工。当時のニューヨーク造船所では、レキシントン級巡洋戦艦2番艦サラトガを建造していた（1920年9月25日、起工。建造中に空母へ改造）。
1922年（大正11年）1月14日、神威乗組員（艦長予定者村瀬貞次郎大佐、副長予定者水落五郎中佐、航海長予定者福留繁大尉、機関長予定者大熊静雄機関中佐）は鹿島丸で横浜を出発した。1月27日シアトル着後、北米大陸を横断してシカゴ経由で2月6日にニュヨークへ到着する。
2月9日、ニューヨーク造船所の神威艤装員事務所は事務を開設した。6月8日、進水。
9月12日、竣工して日本側に引き渡される。
9月27日、神威はニューヨークに到着。10月2日、ニューヨークを出発した。翌日、ノーフォーク着。10月5日、出発。パナマ運河を通過し、太平洋を横断する。この航海には、ゼネラル・エレクトリック社の技師も神威に同乗していた。またスペリー社のジャイロコンパスも順調であったという。
12月10日に徳山（瀬戸内海）到着。13日に徳山を出発。12月15日、神威は日本海軍の主力艦艇が多数停泊する横須賀に到着した。
その後も、神威は日本とアメリカ間を行き来した。
1923年（大正12年）9月1日の関東大震災でも、救援物資輸送任務に従事した。

### 水上機母艦として
1932年（昭和7年）秋より、浦賀船渠で水上機母艦への改造工事を実施した。1933年（昭和8年）2月に改造完成後、ただちに中国大陸方面に出動した。
1934年（昭和9年）6月1日、軍艦籍に編入。水上機母艦に類別される。横須賀鎮守府籍。連合艦隊附属に編入。艦首には菊花御紋章も装着された。同時期、日本軍は南洋群島を軍事的観点から調査することになった。同年7月25日から8月29日にかけて神威は南洋群島を航行、同方面の調査を実施する。
1935年（昭和10年）4月7日、神威から発進した演習機1機が、福岡県福岡市の中島町上空を飛行中、機体の故障により自転車工場に墜落。搭乗者の河合芳郎三等航空兵曹が翌日死亡するという事故が起きた。同年11月15日、予備艦となった。
1936年（昭和11年）6月1日、日本海軍は、神威および第28駆逐隊（夕凪、朝凪）により第三航空戦隊を編成する。
6月28日から10月17日にかけて、第三航空戦隊（神威、朝凪、夕凪）は中部太平洋諸島（マリアナ諸島、カロリン諸島）の基地調査をおこなった。
同年12月1日、第三航空戦隊は第十二戦隊（連合艦隊麾下）に改編される形で解隊された。
第十二戦隊の所属艦は軍艦2隻（敷設艦〈沖島〉、水上機母艦〈神威〉）と第28駆逐隊（夕凪、朝凪）である。旗艦は沖島に指定された。
1937年（昭和12年）1月28日、第十二戦隊司令官宮田義一少将（海兵36期）指揮下の4隻（沖島《艦長安住義一大佐、海兵39期》、神威《艦長上坂香苗大佐、海兵43期》、第28駆逐隊〈朝凪、夕凪〉）は横須賀を出撃した。七ヶ月に及ぶ南洋基地調査を実施する（直接踏査21ヶ所、空中偵察11ヶ所）。この時、中部太平洋では米国冒険家アメリア・イアハートが、搭乗機と共に行方不明になっている。
7月10日、第十二戦隊（沖島、神威、朝凪、夕凪）は連合艦隊主力が集結中の伊勢湾に帰投した、
同地所在の連合艦隊司令長官（旗艦陸奥）に調査結果を報告した。その後、各艦は所属軍港に戻る。
7月14日、潜水母艦大鯨や建造中の剣埼型潜水母艦2隻（剣埼、高崎）所在の横須賀に帰投した。
7月28日、第十二戦隊は第三艦隊所属となる。同時期、支那事変勃発により情勢は緊迫した。
同年8月27日、日本海軍は神威と第28駆逐隊（朝凪、夕凪）により、再び『第三航空戦隊』を編制する。神威は中国大陸に進出した。
9月18日、水上機母艦香久丸が第三航空戦隊に加わる。
10月20日、第28駆逐隊は佐世保警備戦隊に編入され、第三航空戦隊から外れた。また水上機母艦（元知床型給油艦）能登呂が第三航空戦隊に編入。三航戦は水上機母艦3隻（神威、能登呂、香久丸）となり、第四艦隊に所属した。
同年12月1日、能登呂は新編の第四航空戦隊（司令官鮫島具重少将）に編入され、三航戦から除かれた。同時に、貨客船を改造した水上機母艦神川丸が第三航空戦隊に編入。水上機母艦3隻（神威、香久丸、神川丸）を揃えた。旗艦は神威や香久丸に置かれた。
1938年（昭和13年）7月1日、神川丸は第三艦隊附属となる。8月1日、第四航空戦隊が解隊され、同航空戦隊所属だった能登呂は第三航空戦隊に復帰した。3隻編制（神威、能登呂、香久丸）となる。
12月上旬、神威は横須賀に帰投する。
12月15日、第三航空戦隊は解隊される。神威と能登呂は予備艦となった。香久丸は解傭された。

### 第四艦隊
1939年（昭和14年）上旬、神威は飛行艇母艦に改造された（詳細前述）。11月15日、日本海軍は内南洋方面の防備を調査を主任務とする第四艦隊（司令長官片桐英吉中将）を再編する。従来の第四艦隊は第三遣支艦隊と改称した。
一方、水上機母艦2隻（千歳、神威）により第十七戦隊を編成する。編制直後の第四艦隊（旗艦千歳）には、軍艦2隻（千歳、神威）の他に第30駆逐隊（睦月、望月）が所属しているのみの、弱小部隊であった。同年12月1日、神威は舞鶴鎮守府籍となる。
1940年（昭和15年）1月下旬、第四艦隊（第十七戦隊〈千歳、神威〉、第30駆逐隊〈望月、睦月〉）と横浜海軍航空隊は昭和十五年度前期訓練を実施する。神威ふくめ各艦は1月下旬から2月上旬にかけて横須賀を出撃する。4月下旬にかけて南洋を航海し、飛行訓練や島嶼部の調査を実施した。横須賀帰投後の神威は、しばらく同港で待機した。
同年5月以降、日本海軍は第四艦隊を増強。新戦力を加えた第四艦隊（神威を含む）は、8月から9月にかけて南洋諸島で演習を実施した。
同年11月15日、千歳海軍航空隊、横浜海軍航空隊、「神威」で第四連合航空隊（司令官草鹿龍之介少将、連合艦隊附属）が編成された。1941年（昭和16年）1月15日に第四連合航空隊は第二十四航空戦隊に改編され、新編された第十一航空艦隊所属となっている。引続き、神威は第二十四航空戦隊に所属した。第二十四航空戦隊は、内地では主に横浜海軍航空隊に司令部を置き、パラオやマーシャル諸島での演習時には神威を旗艦としている。南洋諸島での演習時には、第四艦隊と行動を共にした。
4月15日、第二十四航空戦隊司令官は草鹿龍之介少将から後藤英次少将（海兵37期）に交代した（草鹿は第一航空艦隊参謀長へ転任）。
10月1日（または31日）、第二十四航空戦隊（千歳海軍航空隊、横浜海軍航空隊、神威、五洲丸）は第四艦隊に編入された。

### 太平洋戦争前半
1941年（昭和16年）12月8日の太平洋戦争開戦時、神威は引続き第二十四航空戦隊に所属しており、南洋部隊（指揮官井上成美第四艦隊司令長官、旗艦鹿島）の指揮下で行動した（神威はメジュロ環礁在泊）。12月中旬よりウォッジェ環礁に停泊する。
1942年（昭和17年）1月初旬、神威はトラック泊地（カロリン諸島）に移動する。同月中旬よりラバウル（ニューブリテン島）攻略作戦を支援。2月2日、トラック泊地を出撃。2月5日、神威はラバウルに到着した。当時のラバウルおよび周辺海域には、第十八戦隊（天龍、龍田）、敷設艦津軽、第六水雷戦隊（軽巡〈夕張〉、第29駆逐隊〈追風、朝凪、夕凪〉、第30駆逐隊〈睦月、弥生、望月〉）が展開していた。
神威のラバウル到着と同時に第六戦隊司令官五藤存知少将は、神威から第十八戦隊への燃料補給を下令した。第十八戦隊の軽巡2隻（天龍、龍田）は神威に横付して燃料補給をおこなった。
3月、神威（南洋部隊麾下）ははラバウルに停泊。
3月31日、第二十四航空戦隊司令部はラバウル陸上指揮所を撤収し、ラバウル港内停泊中の神威に移乗した。4月1日、飛行艇でルオットに転進する。神威もラバウルを出発し、ルオットへ移動する。以後も中部太平洋諸島各地で行動した。
4月10日附で第二十四航空戦隊（神威、五洲丸、駆逐艦朧ほか）と第二十五航空戦隊は南洋部隊より除かれ、第十一航空艦隊の指揮下に入る。
4月25日、第二十五航空戦隊に水上機母艦（飛行艇母艦）秋津洲が加わった。
5月、神威は引き続き中部太平洋諸島を行動する。所在航空部隊の整備や補給に従事した。
ミッドウェー攻略作戦に先立ち実施予定であった二式飛行艇による真珠湾偵察（第二次K作戦）に「神威」は協力を命じられ、同作戦関係の人員物件をイミエジで搭載。5月26日にイミエジを発し、翌日二式飛行艇の出発地であるウォッゼに進出した。しかし、中継地のフレンチフリゲート礁に対するアメリカ軍の警戒が厳重であったことから、この作戦は中止となった。
6月5日、日本海軍機動部隊（第一航空艦隊、司令長官南雲忠一中将、参謀長草鹿龍之介少将）はミッドウェー海戦で大敗北を喫する。ミッドウェー作戦は中止。神威は修理と整備のために、日本本土へ帰投する事になった。
6月19日、トラック泊地を出発する。日本近海で第2駆逐隊第1小隊（村雨、五月雨）と合同する。
6月27日、豊後水道を通過（村雨と五月雨の護衛はここまで）。6月29日、舞鶴に入港した。
舞鶴所在の損傷各艦（名取、那珂、薄雲、大潮）等と共に、舞鶴海軍工廠で修理と整備をおこなった。
爆雷兵装、
航空機、
通信機等の改修工事を実施。
7月24日に「神威」はルオットに向けて舞鶴を出港し、8月5日に到着した。

ラバウル方面の航空魚雷不足により「神威」が魚雷輸送にあたることになり、8月10日、駆逐艦「太刀風」の護衛でルオットを出発。九一式魚雷改三を50本搭載して8月12日にイミエジを出発した「神威」は8月16日（または8月17日）にラバウルに着き、輸送を完了した。その後はタロア島（マロエラップ環礁）に移動した。引続き、中部太平洋諸島各地を行動する。
9月、10月、11月も同様。
12月24日、神威はタロア島を出発した。同日、日本海軍の艦隊再編に伴い、南西方面艦隊附属となる。同時期、第二十四航空戦隊のルオットより木更津への輸送作戦に従事した。
1943年（昭和18年）1月19日、神威は深島（大分県）に到着した。
1月25日、呉を出港。豊後水道を通過して南西方面へ進出、輸送作戦に従事する。
8月25日から9月3日までシンガポールで整備を行う。その後も南西方面での輸送任務に従事した。

### 太平洋戦争後半
1944年（昭和19年）1月28日、神威はマカッサル海峡で米潜水艦（ボーフィン）の雷撃により大破した。
2月1日、シンガポール入港。第101工作部により修理を実施した。この修理期間中に、水上機母艦施設を撤去。4月15日、軍艦籍より除籍、水上機母艦から特務艦（給油艦）に類別変更された。連合艦隊附属となる。8月25日より、南西方面艦隊に再編入。8月31日、応急修理完成。
9月6日、
神威艦長清水他喜雄大佐指揮下の神威船団（神威、旭東丸、興川丸、駆逐艦皐月〈第30駆逐隊〉、駆潜艇〈第30号、第33号〉）はシンガポールを出撃する。
ミリ泊地、
ブルネイ、
パラワン島のボアヤン（同地で皐月に燃料補給）等を経由。
9月20日、神威船団はマニラに到着した。
当時、フィリピン東方では米軍機動部隊が行動中だった。
9月21日、米軍機動部隊艦載機はマニラへ空襲を敢行した。マニラ停泊中や近海行動中の艦艇は大損害を受けた。
神威と行動を共にしてきた旭東丸や皐月が沈没する。神威も至近弾と機銃掃射を受けて小破した（戦死1名、負傷1名）。
日本軍上級司令部は、マニラ在泊の艦艇にコロン湾（コロン島）への退避を下令。
神威艦長指揮下、各艦はマニラからコロン湾に移動する。
9月22日にコロン湾着後、神威工作科は興川丸の修理に着手した。
9月24日、米軍機動部隊艦載機はフィリピン各地を襲撃する。コロン島に来襲した米軍機は水上機母艦秋津洲（艦長藤牧美徳大佐）、給糧艦伊良湖、興川丸等を撃沈した。神威は退避に成功したが、爆弾1発が命中する。戦死十数名、重軽傷者多数を出した。
9月25日、洋上退避中の神威は、マニラ帰投を命じられた。
9月27日早朝、北緯13度52分 東経119度32分 / 北緯13.867度 東経119.533度地点を航行中の神威は、米潜水艦（ボーンフィッシュ）に雷撃される。魚雷2本が命中して大火災となり、再び大破した。被雷時点の戦死者11名、行方不明1名、重軽傷26名。
同日夕刻、3隻（神威、駆潜30、駆潜31）はマニラに到着した。
10月3日、3隻（神威、駆潜30、33号）はマニラを出撃する。途中でマタ28船団と合流した。
10月11日、神威およびマタ28船団は香港に到着。香港停泊中も対空戦闘に参加した。
10月21日、神威はホモ01船団に加わり、香港を出発（護衛艦、駆逐艦朝顔他）。
11月1日、神威はホモ01船団より分離する
11月2日、神威は神戸港に到着した。大阪湾や伊勢湾を経由して、11月9日に横須賀港へ帰投した。損傷部分の修理を実施する。
12月5日附で、清水他喜雄大佐（神威特務艦長）は横須賀鎮守府附となる（12月8日、退艦）。秋津洲沈没時の同艦艦長だった藤牧美徳大佐が、神威特務艦長として着任する（12月8日、着任）。
12月22日、修理を終えた神威は横須賀を出港。空母信濃（前月28日、横須賀出港）のように沖合航路を取らず、清水港や伊勢湾等を経由して、12月26日に呉へ入港した。続いて門司（北九州）に回航された。

### ヒ87船団
1944年（昭和19年）12月31日、神威はヒ87船団旗艦として内地を出撃、南方に向かった。ヒ87船団は、指揮官駒沢克己少将（旗艦神威）、タンカー（天栄丸、さらわく丸、松島丸、光島丸、黒潮丸、宗像丸、海邦丸）、貨物船（辰和丸）、空母龍鳳（特攻兵器桜花輸送任務）、駆逐艦4隻（旗風、時雨、浜風〔第17駆逐隊司令新谷喜一大佐〕、磯風）、海防艦（御蔵、屋代、倉橋、第十三号海防艦）で編成されていた。
1945年（昭和20年）1月5日、米潜水艦ピクーダの雷撃で宗像丸が大破、船団から離脱した（倉橋も護衛のため離脱）。つづいて濃霧により2隻（海邦丸、浜風）が衝突事故を起こし、2隻とも船団から離脱した（海邦丸は機関故障による）。桜花輸送任務を終えた龍鳳と護衛の磯風も、内地に帰投した。
1月8日、ヒ87船団は高雄港（台湾）に避退した。1月9日に米軍機動部隊艦載機の空襲を受け、海防艦複数隻が損傷する。続いて神威も直撃弾を受け炎上した。戦死者3名、重軽傷3名を出すが、この時点では戦闘航海可能だった。
ヒ87船団は旗艦を神威から干珠に変更。護衛部隊に海防艦三宅や第二〇五号海防艦等を加えるなど、船団編成を若干変更した。
1月13日、ヒ87船団は香港に入港した。1月15日と16日、米軍機動部隊艦載機は香港を襲撃する（グラティテュード作戦）。15日の空襲で神威は被害を受けなかったが、16日の空襲で直撃弾4発を受け大破。戦死者多数（神威41名、便乗者79名）を出した。ヒ87船団各船は大損害を受け、無傷のタンカーはさらわく丸のみとなる。同日、残弾不足となった三宅は炎上中の神威に乗組員を派遣、25mm機銃の弾薬を調達した。
損傷した3隻（神威、天栄丸、松島丸）や、別船団護衛の各海防艦は、ヒ87船団から除かれる。時雨以下のヒ87船団は、シンガポールに向かった（時雨は1月24日に沈没）。
2月と3月、神威は香港で修理を実施した。
4月、神威は空襲を受けて損傷、大破した。4月25日、藤牧大佐（神威特務艦長）は職務を解かれる。
神威は損傷状態で香港に放置され、終戦を迎えた。
戦後、イギリス軍により解体されたが時期など詳細は明らかになっていない。

## 年表
- 1922年9月12日 - ニューヨーク・シップビルジング社にて竣工[119]。
  - 12月15日 - 横須賀到着[39]。
- 1932年8月 - 翌年2月 浦賀船渠にて水上機母艦への改装工事
- 1934年6月1日 - 軍艦籍に編入され水上機母艦に類別[6]
- 1937年7月 - 南太平洋において遭難したアメリア・イアハート機の捜索に協力
- 1939年 - 飛行艇母艦へ改装、搭載機を降ろす
  - 11月15日 - 第17戦隊に所属（第四艦隊）[162]。
- 1940年
  - 11月15日 - 第4連合航空隊を新編（連合艦隊）[323]。
- 1941年
  - 1月15日 - 第4連合航空隊は第24航空戦隊に改称[324]。第十一航空艦隊新編、24航戦は同航空艦隊所属[324]。
  - 10月1日 - 第24航空戦隊は第四艦隊に編入[325]。
- 1942年
  - 4月1日 - 第24航空戦隊は第十一航空艦隊に編入[189]。
  - 4月10日 - 第24航空戦隊は南洋部隊より除かれる[193]。
  - 6月29日 - 舞鶴帰投[326][327]
  - 7月24日 - 舞鶴発[328]。
  - 12月24日 - 南西方面艦隊附属[64]。
- 1944年 - 1月28日 アメリカ潜水艦ボーフィン(SS-287)の雷撃を受け大破[233]。
  - 2月1日 - シンガポール入港、修理と同時に母艦設備を撤去
  - 4月15日 - 特務艦に編入され運送艦に類別[7]
  - 9月6日 - シンガポール発[329]。
  - 9月20日 - マニラ着[330]。
  - 9月21日 - マニラ湾で空襲を受け損傷（同戦闘で皐月他沈没）[255]
  - 9月24日 - コロン湾で爆撃を受け損傷（同湾で秋津洲沈没）[262]
  - 9月27日 - マニラ湾外で米潜水艦ボーンフィッシュ（SS-223）の雷撃を受け大破[271]。
  - 10月11日 - 香港着[331]。
  - 11月2日 - 神戸着[287]。9日、横須賀着[289]。
  - 12月22日 - 横須賀出発[290]。12月31日、門司出撃[290]。
- 1945年1月1日 - ヒ87船団旗艦として行動。
  - 1月9日 - 高雄港（台湾）で空襲を受け小破[306]。
  - 1月16日 - 香港在泊中に爆弾4発を受け大破[314]。
  - 4月5日 香港で修理中に爆撃を受け大破[28]。
  - 4月13日 浸水により着底
  - 5月10日 舞鶴鎮守府第四予備特務艦に定められる[332]
- 1947年5月3日 除籍[119]

## 歴代艦長
※『艦長たちの軍艦史』187-189頁、『日本海軍史』第9巻・第10巻の「将官履歴」及び『官報』に基づく。階級は就任時のもの。

### 艤装員長
1. 村瀬貞次郎 大佐：1921年12月1日 - 1922年9月12日

### 艦長
特務艦長
1. 村瀬貞次郎 大佐：特務艦長 1922年9月12日 - 1923年1月20日
2. 中山鞆信 大佐：1923年1月20日 - 1923年10月20日[333]
3. （心得）平山栄 中佐：1923年10月20日[333] - 1924年5月1日[334]
4. （心得）広田穣 中佐：1924年5月1日 - 不詳
5. 広田穣 中佐：不詳 - 1924年10月25日[335]
6. 武久完 中佐：1924年10月25日 - 1925年5月9日[336]
7. 阿武清 大佐：1925年5月9日 - 1925年10月20日[337]
8. 高木平次 大佐：1925年10月20日[337] - 1926年5月20日[338]
9. 松井利三郎 大佐：1926年5月20日 - 1926年11月1日
10. 石川真吾 大佐：1926年11月1日 - 1927年6月25日[339]
11. 小檜山真二 大佐：1927年6月25日 - 1927年12月1日
12. 藤岡晴次 大佐：1927年12月1日 - 1928年12月4日[340]
13. 柴山昌生 中佐：1928年12月4日[340] - 1929年12月7日[341]
14. 村田章一 大佐：1929年12月7日[341] - 1930年12月1日[342]
15. 杉浦信平 中佐：1930年12月1日 - 1931年4月1日
16. 本田源三 中佐：1931年4月1日 - 1932年1月25日[343]
17. 北條釐三郎 大佐：1932年1月25日 - 1932年11月15日
18. 竹田六吉 大佐：1932年11月15日 - 1933年10月20日
19. 寺田幸吉 大佐：1933年10月20日 - 1934年6月1日[344]

艦長
1. 寺田幸吉 大佐：1934年6月1日[344] - 1934年11月15日
2. 丹羽正躬 大佐：1934年11月15日 - 1935年11月15日
3. 奥田喜久司 大佐：1935年11月15日 - 1936年11月2日[345]
4. 上阪香苗 大佐：1936年11月2日 - 1938年3月22日[346]
5. 岩淵三次 大佐：1938年3月22日 - 1938年8月25日
6. 松田千秋 大佐：1938年8月25日 - 1939年1月14日
7. （兼）森友一 大佐：1939年1月14日 - 1939年7月20日
8. （兼）橋本愛次 大佐：1939年7月20日 - 1939年11月15日[347]
9. 服部勝二 大佐：1939年11月15日 - 1940年11月15日
10. 古川保 大佐：1940年11月15日 - 1941年7月1日
11. 伊藤徳堯 大佐：1941年7月1日 - 1941年8月20日[348]
12. 長谷部喜蔵 大佐：1941年8月20日 -
13. 山崎助一 大佐：1942年8月7日 - 1943年5月3日
14. 清水他喜雄 大佐：1943年5月3日 - 1944年4月15日[349]

特務艦長
1. 清水他喜雄 大佐：1944年4月15日[349] - 1944年12月5日[292]
2. 藤牧美徳 大佐：1944年12月5日[292] - 1945年4月25日[322]